# Hong Kong Masters 2017
Das Hong Kong Masters 2017 war ein Snooker-Einladungsturnier in der Saison 2017/18, das vom 20. bis 23. Juli im Queen Elizabeth Stadium in Hongkong ausgetragen wurde. Das Turnier wurde einmalig aus Anlass des 20-jährigen Bestehens der Sonderverwaltungszone Hongkong nach der Übergabe an die Volksrepublik China veranstaltet. Von 1983 bis 1991 gab es bereits Profiturniere in der damaligen britischen Kronkolonie, sechs Jahre lang unter dem Namen Hong Kong Masters.
Sieger wurde der Australier Neil Robertson, der im Finale gegen Ronnie O’Sullivan mit 6:3 gewann.
Neben dem Hauptturnier wurden auch Exhibition Matches zwischen der aus Hongkong stammenden zweimaligen Frauenweltmeisterin Ng On Yee, dem siebenmaligen Weltmeister Stephen Hendry und Jimmy White ausgetragen.

## Preisgeld
Bei dem Turnier wurde um ein Preisgeld von insgesamt 315.000 £ gespielt.
|                 | Preisgeld |
| --------------- | --------- |
| Sieger          | 100.000 £ |
| Finalist        | 45.000 £  |
| Halbfinalist    | 35.000 £  |
| Viertelfinalist | 22.500 £  |
| höchstes Break  | 10.000 £  |
| Insgesamt       | 315.000 £ |

## Teilnehmer
Eingeladen wurden sieben der acht Top-Spieler der Weltrangliste (bis auf Ding Junhui):
- Mark Selby, amtierender Weltmeister und Weltranglistenerster
- John Higgins, Weltranglistenzweiter, vierfacher Weltmeister
- Judd Trump, Weltranglistendritter, Sieger der Players Championship 2017
- Barry Hawkins, Weltranglistenfünfter, Sieger des World Grand Prix 2017
- Marco Fu, Weltranglistensechster, bester aus Hongkong stammender Snookerprofi
- Neil Robertson, Weltranglistensiebter, Ex-Weltmeister
- Shaun Murphy, Weltranglistenachter, Ex-Weltmeister
- Ronnie O’Sullivan, fünffacher Weltmeister

## Turnierplan
Viertel-, Halbfinale und Finale wurden an vier Tagen im Best-of-9- bzw. Best-of-11-Modus ausgetragen.
Im Viertelfinale gab es in zwei Spielen große Wendungen. Barry Hawkins war mit 3:1 gegen den gebürtigen Hongkonger Marco Fu in Führung gegangen, verlor dann aber 4 Frames in Folge und damit das Match. Ronnie O’Sullivan vergab eine 2:0-Führung und geriet gegen John Higgins mit 2:4 in Rückstand. Der Schotte konnte aber nicht vollenden und O’Sullivan drehte seinerseits das Match zum 5:4-Erfolg. Weltmeister Mark Selby unterlag nach einer Verletzungspause bei seinem ersten Saisonauftritt mit 3:5 gegen Neil Robertson und konnte nur bis zum 3:3 mithalten. Der Australier spielte fünf Breaks von mehr als 50 Punkten. Der am wenigsten umkämpfte Sieg gelang Judd Trump, der gegen Shaun Murphy mit hohen Breaks schnell 3:0 in Führung ging. Beim 4:3 kam ihm sein Landsmann noch einmal nahe, bevor Trump mit einem 92er-Break zum 5:3 vollendete.
Im ersten Halbfinale hatte zuerst Marco Fu Vorteile. Erst beim 4:3 ging Neil Robertson mit einem Break von genau 100 Punkten erstmals in Führung. Das folgende 5:3 konnte Fu nicht mehr kontern und der Australier zog mit 6:4 ins Finale ein. O’Sullivans Halbfinale war ein Abbild seines Auftaktspiels. Wieder ging er schnell in Führung und lag sogar 3:0 vorne, dann drehte Judd Trump das Ergebnis zum 4:3. Es kam wieder zum Entscheidungsframe und in einem sehr knappen Spiel siegte der Routinier mit fünf Punkten Vorsprung.
|  | Viertelfinale Best of 9 Frames | Viertelfinale Best of 9 Frames |                |   | Halbfinale Best of 11 Frames | Halbfinale Best of 11 Frames |  |  | Finale Best of 11 Frames | Finale Best of 11 Frames |
|  |                                |                                |                |   |                              |                              |  |  |                          |                          |
|  | Mark Selby                     | 3                              |                |   |                              |                              |  |  |                          |                          |
|  | Neil Robertson                 | 5                              |                |   |                              |                              |  |  |                          |                          |
|  | Neil Robertson                 | 5                              | Neil Robertson | 6 |                              |                              |  |  |                          |                          |
|  |                                |                                | Neil Robertson | 6 |                              |                              |  |  |                          |                          |
|  |                                | Marco Fu                       | 4              |   |                              |                              |  |  |                          |                          |
|  | Barry Hawkins                  | Marco Fu                       | 4              | 3 |                              |                              |  |  |                          |                          |
|  | Barry Hawkins                  |                                |                | 3 |                              |                              |  |  |                          |                          |
|  | Marco Fu                       | 5                              |                |   |                              |                              |  |  |                          |                          |
|  |                                |                                | Neil Robertson | 6 |                              |                              |  |  |                          |                          |
|  |                                | Ronnie O’Sullivan              | 3              |   |                              |                              |  |  |                          |                          |
|  | Judd Trump                     | 5                              |                |   |                              |                              |  |  |                          |                          |
|  | Shaun Murphy                   | 3                              |                |   |                              |                              |  |  |                          |                          |
|  | Shaun Murphy                   | 3                              | Judd Trump     | 5 |                              |                              |  |  |                          |                          |
|  |                                |                                | Judd Trump     | 5 |                              |                              |  |  |                          |                          |
|  |                                | Ronnie O’Sullivan              | 6              |   |                              |                              |  |  |                          |                          |
|  | John Higgins                   | Ronnie O’Sullivan              | 6              | 4 |                              |                              |  |  |                          |                          |
|  | John Higgins                   |                                |                | 4 |                              |                              |  |  |                          |                          |
|  | Ronnie O’Sullivan              | 5                              |                |   |                              |                              |  |  |                          |                          |

## Finalstatistik
Im Finale wechselte die Führung zwischen beiden Spielern zuerst hin und her. Typisch war Frame 4, in dem beide Breaks von 67 Punkten erzielten und die respotted black entscheiden musste. Beim 4:3 gelang Neil Robertson der Framegewinn mit nur einem Punkt Vorsprung. Danach holte er sich allerdings mit zwei hohen Breaks die nächsten beiden Frames, ohne dass Ronnie O’Sullivan viel ausrichten konnte. Auch wenn ihm kein Century gelang, überzeugte der Australier wie schon im ganzen Turnier mit vielen hohen Breaks. O’Sullivan gelang zwar in Frame 5 das höchste Break des Turniers, über die gesamte Partie gesehen war es aber zu wenig.
| Finale: Best of 11 Frames Schiedsrichter/in: John Fung Queen Elizabeth Stadium, Wan Chai, Hongkong, 23. Juli 2017 |                |                   |
| Neil Robertson | 6:3            | Ronnie O’Sullivan |
| 48:75, 81:0 (73), 133:0 (80, 53), 67:74 (67, 67), 0:143 (143), 64:40, 55:54, 80:4 (68), 82:8 (82)                 |                |                   |
| 82 | Höchstes Break | 143               |
| – | Century-Breaks | 1                 |
| 6 | 50+-Breaks     | 2                 |

## Century-Breaks
Allen vier Verlierern des Viertelfinals gelang kein Break von 100 oder mehr Punkten. Die vier Halbfinalisten teilten sich die 9 Centurys auf, das höchste Break mit 143 Punkten legte Ronnie O’Sullivan im Finale nach.
| Ronnie O’Sullivan | 143, 128, 126 |
| Judd Trump        | 136, 100      |
| Marco Fu          | 132, 103      |
| Neil Robertson    | 108, 100      |